# Bernard Meretyn
Bernard Meretyn (ur. XVII w., zm. przed 8 listopada 1759) – lwowski architekt, prawdopodobnie pochodzący z terenów Świętego Cesarstwa Rzymskiego Narodu Niemieckiego. Prekursor form rokokowych na ziemiach polskich.

## Życiorys
Brak jest danych o życiu Bernarda Meretyna przed jego przybyciem do Lwowa w 1738. Współpracował z architektem Marcinem Urbanikiem z Zamościa. Obydwaj nie należeli do lwowskiego cechu budowniczych, co stało się przyczyną nieustających konfliktów. Początkowo jego protektorem był radca miejski Carlo Garani, dla którego przebudował kamienicę i pałac we Lwowie, zwany później pałacem Biesiadeckich. Potem architekta zaprotegował starosta kaniowski Mikołaj Bazyli Potocki, który zlecił mu prace w Horodence i Buczaczu. Meretyn współpracował z rzeźbiarzem Johannem Georgiem Pinslem. Od 1745 był architektem nadwornym króla Augusta III.
W 1742 Meretyn zajmował się przebudową kościoła i klasztoru karmelitanek trzewiczkowych we Lwowie. Wiele projektów Meretyna zrealizowano dopiero po jego śmierci.
Twórczość jego oraz Franca Antona Pilgrama miały wspólną genezę.
Zdaniem dr. Agaty Dworzak, Bernard Meretyn zmarł przed 8 listopada 1759 (wcześniej Zbigniew Hornung twierdził, że w 1759, Orest Łylo – że 3 lub 4 stycznia).
Wraz z żoną Anną Różą mieli syna Józefa, ochrzczonego 15 kwietnia 1742 w katedrze rzymskokatolickiej we Lwowie (świadkowie – dr medycyny Teodor Noel oraz Krystyna Ecksteinowa, żona malarza Sebastiana Ecksteina) oraz córkę Franciszkę Rozalię, ochrzczoną 8 marca 1743 tamże (świadkowie – Karol Garani, dr medycyny, lwowski rajca oraz Anna Wieniawska, żona chorążego przemyskiego Marcina Aleksandra Wieniawskiego). Po śmierci Bernarda Meretyna jego wdowa 23 kwietnia 1761 poślubiła Wojciecha Szełkowskiego (wcześniej Zbigniew Hornung twierdził, że jego nazwisko brzmiało – Szatkowski).

## Realizacje
- Sobór św. Jura we Lwowie (1746-1764)
- Ratusz w Buczaczu (1750-1751[potrzebny przypis])
- Kościół Przemienienia Pańskiego w Tarnogrodzie (1750-1771)
- Kościół i klasztor teatynów w Horodence (1743-1766)
- Kościół Wszystkich Świętych w Hodowicy (1751-1758)
- Kościół Wniebowzięcia Najświętszej Marii Panny w Nawarii (1739–1748)
- Figura św. Jana Nepomucena w Buczaczu

Dzieła przypisywane
- ołtarz główny w kościele parafialnym w Monasterzyskach[10].

Dzieła przypisywane (z reguły bezpodstawnie)
- Kościół parafialny pw. Wniebowzięcia NMP w Kołomyi z lat 1762-1772 (obecnie cerkiew greckokatolicka pw. św. Józefata, przebudowany)
- Kościół parafialny w Brzozdowcach
- Kościół Niepokalanego Poczęcia Najświętszej Marii Panny i św. Mikołaja w Łopatynie, parafialny, 1772
- Kościół parafialny w Busku

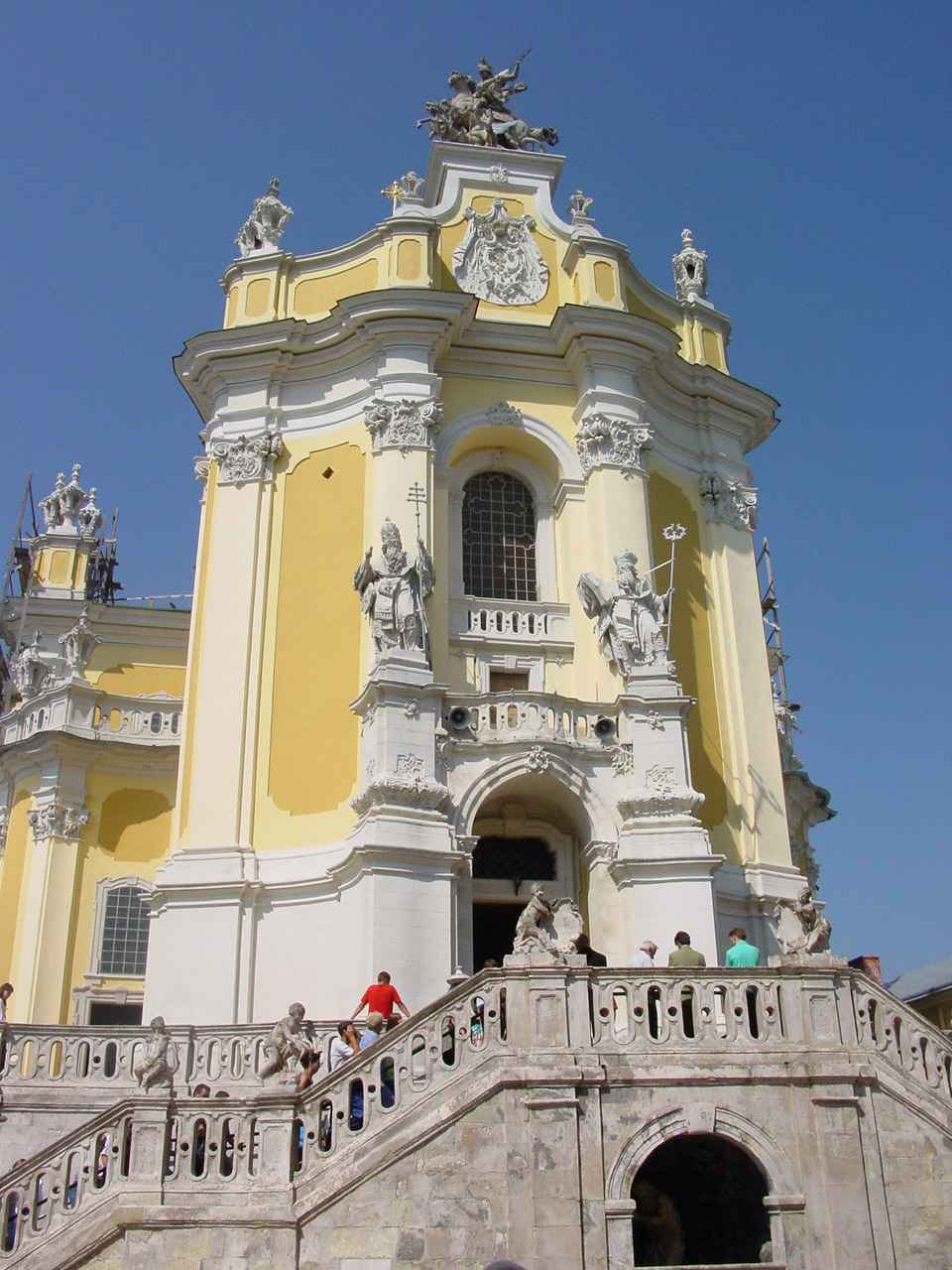
Sobór św. Jura we Lwowie
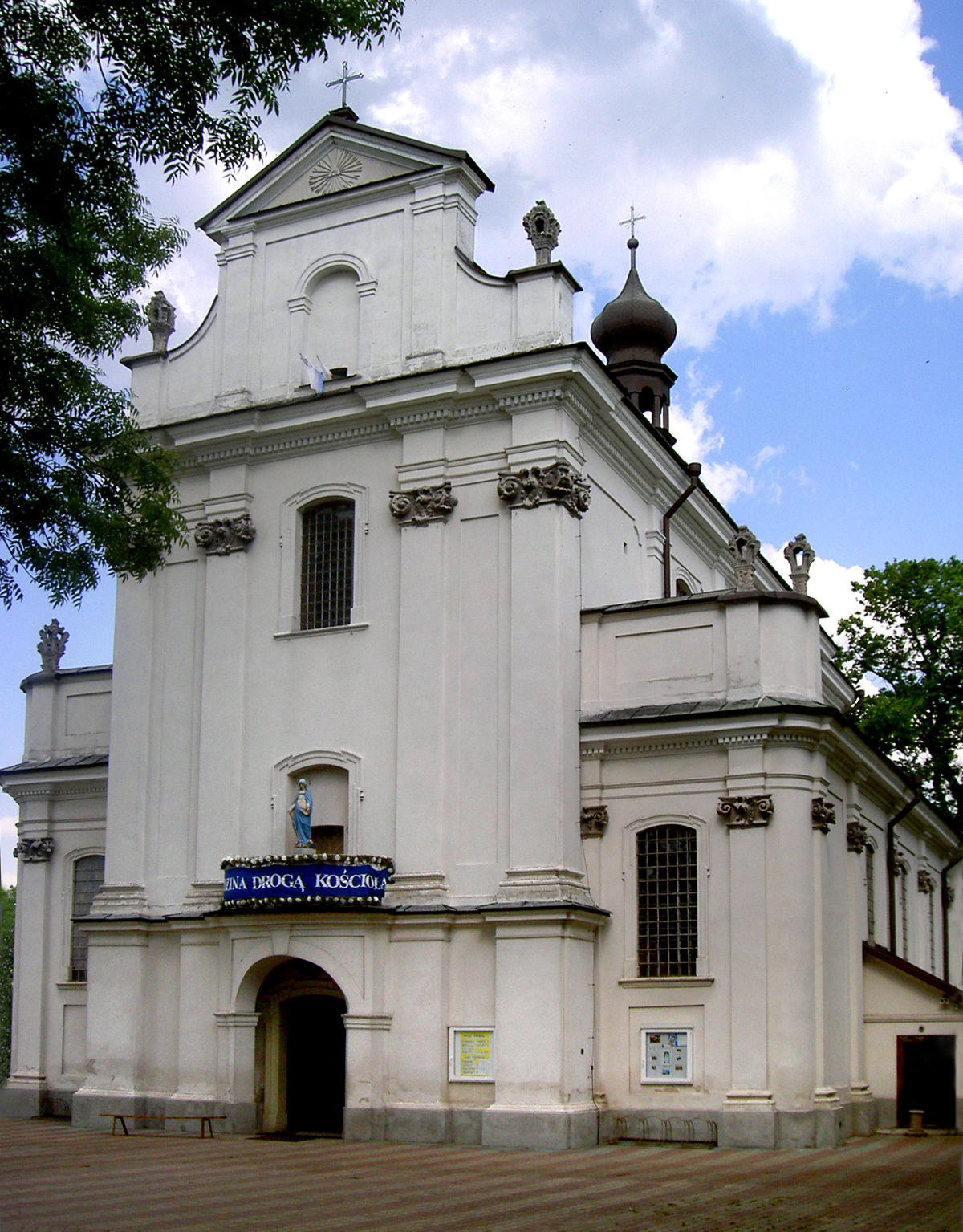
Kościół w Tarnogrodzie
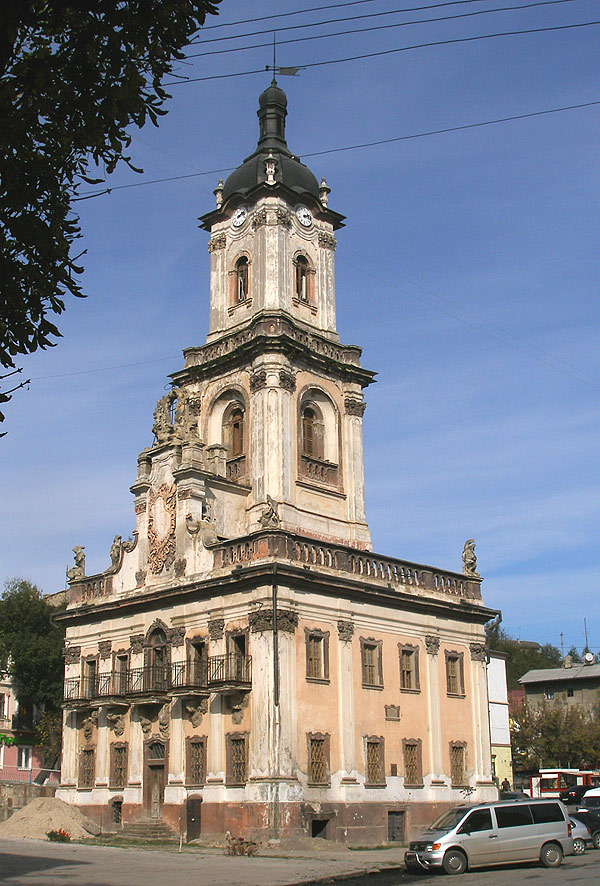
Ratusz w Buczaczu
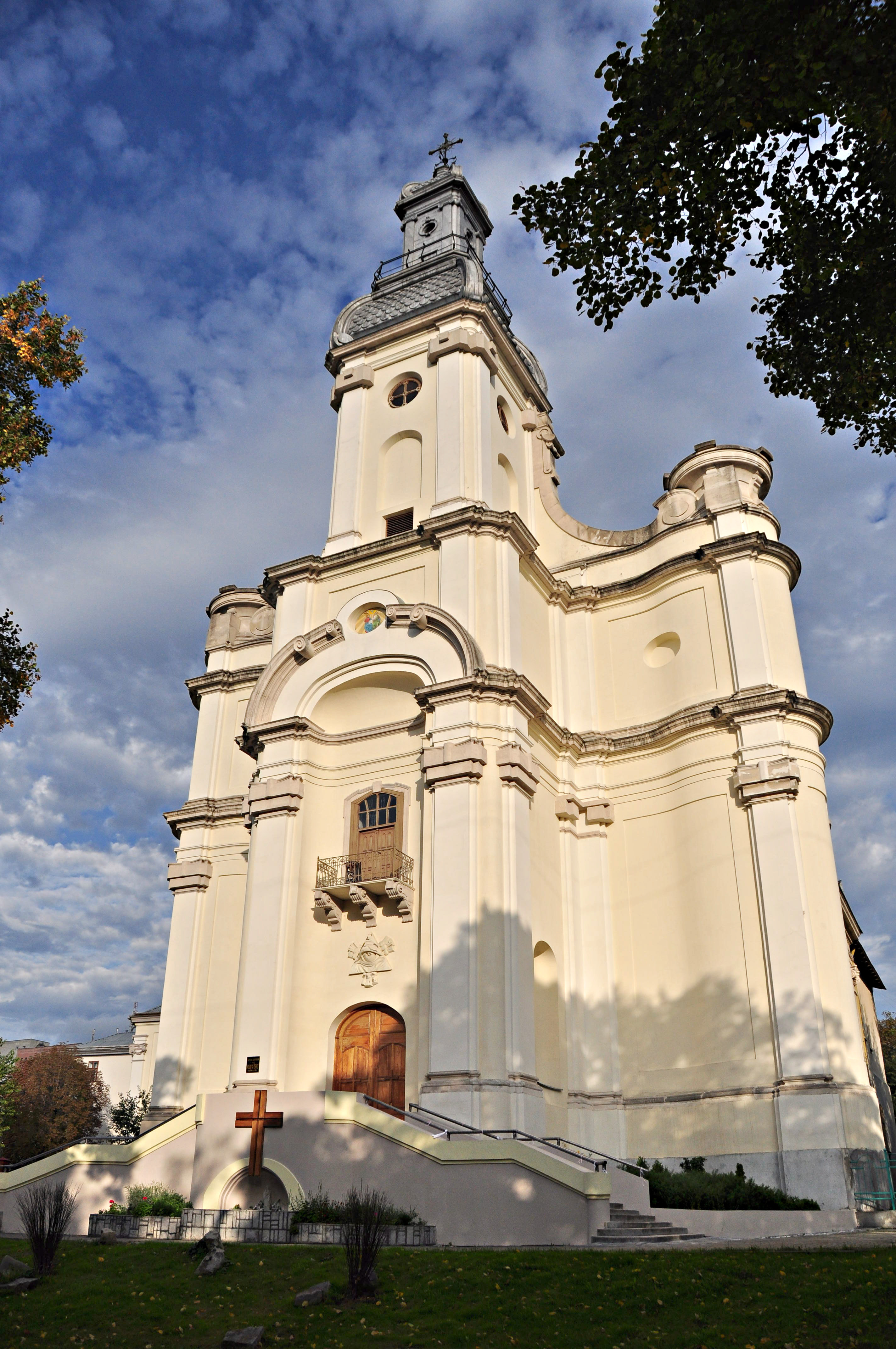
Kościół św. Trójcy we Lwowie
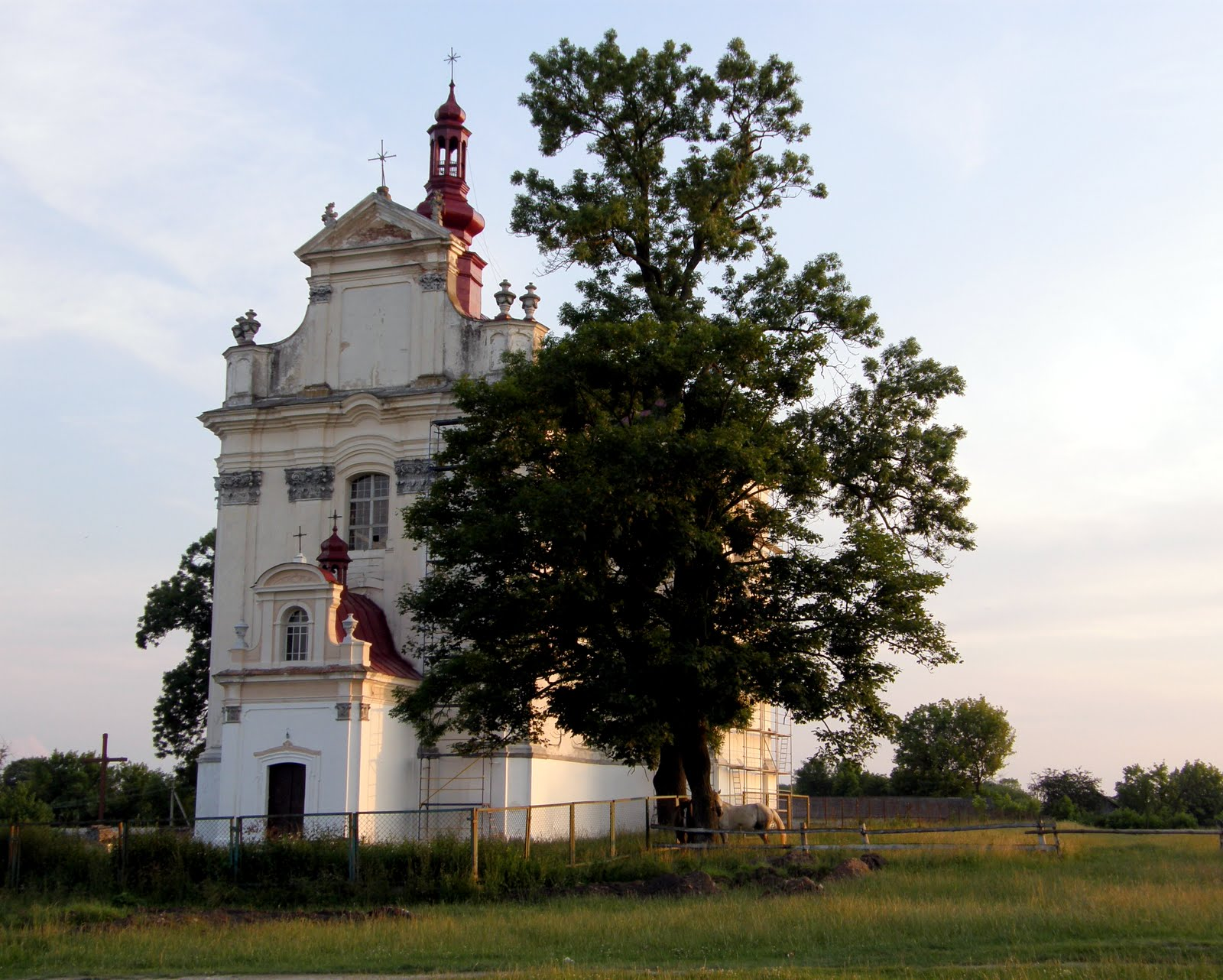
Kościół w Łopatynie